# 연결주의
연결주의(連結主義, connectionism) 또는 병렬분산처리(PDP,parallel distributed processing) 또는 연결주의모델(connectionism model)은 인공 신경망을 사용하여 마음 현상 또는 심리적 기제를 과학적 절차에서 보다 구체적으로 구현하는, 인지 과학 분야의 접근법이다. 조지 시멘스(George Siemens)가 제시한 학습이론으로서의 연결주의(connectivism)와는 구별되는 용어이다.

## 설명
연결주의의 지능체의 특징은 학습의 방식이다. 연결주의의 지능체에는 사전 범주의 분류 기준을 주거나 미리 작업 단계를 줄 필요는 없다. 이른바 인간의 성인이 가진 "개념 체계"와 "상식 예절"에 해당하는 것을 사전에 줄 필요는 없다. 연결주의의 지능체는 처음에는 "백지" 상태이며, 다수의 사례를 주고 "경험"함으로써 스스로 천천히 "학습"해 간다.
연결주의는 인간의 중추 신경계 (특히 뉴런)에서의 처리를 추상화하여 의사 뉴런을 구축하고 그것을 계층에 다소 모으기 위한 지능체를 구축한다. 그것은 소프트웨어에서 가상으로 실현하는 경우도 있고, 하드웨어로 실현하는 경우도 있다. 그렇게 제작한 지능체에 "경험"을 반복해 주고, 다수의 의사 뉴런이 서로 결합하고, 그 결합도 값 (매개 변수)을 점차적으로 변화시켜 간다. 연결주의의 지능체는 처음에는 별로 올바른 반응을 나타내는 것은 아니고 실수도 범하며 어느 정도의 횟수의 경험을 거친 후 점차 지능적인 반응이 나타나는 비율이 증가해 간다.
이 시스템에서는 소위 "지식"과 "암묵적 지식"은 지능체 전체의 행동으로 나타나는 것이며, 다수의 의사 뉴런의 매개 변수 모두가 그것을 지원하고 있다. 순차적으로 실행되는 PC 프로그램처럼 "기호"과 "문자열"로 물리적으로 어느 지역 한곳에만 존재하는 것은 아니다. 연결주의의 지능체가 학습 상태를 설명하려고 해도 더 이상 인간이 일상적으로 사용되는 단어나 문장으로 이산적으로 간결히 표현할 수 있는 것은 아니다. 예를 들어 1000개의 의사 뉴런으로 작동하고 있는 지능체가 있다 해서, 굳이 그것의 학습 상태를 설명하려 한다면 1000개분의 의사 뉴런의 매개 변수 (숫자)를 모두 열거할 필요가 있을 것이다. 만일 그런 많은 숫자의 나열을 눈앞에 제시 받아도 인간에게는 어떤 상태인지 직관적으로 이해할 수 있는 것은 아니다.
연결주의 출현 이전의, 이산적인 기호 논리에 인공 지능을 설치하는 방법을 흉내 내려 하는 것이, 말하자면 인간이 보통 때의 의식 수준에서 느끼는 심상 (기호, 문자, 숫자 등) 수준이라면, 이 연결주의 방법이 흉내 내려는 것은 인간의 "뇌" 수준의 물리적 거동이며, 말할 수 있다.

## 역사
1957년 프랭크 로젠블라트가 퍼셉트론을 고안.
1969년 마빈 민스키와 시모어 페퍼트가 "퍼셉트론"을 발표. 이 논문에서 그들은 간단한 퍼셉트론이 선형 분리 불가능한 패턴을 식별할 수 없는 것을 지적했다. 1차 신경망 붐의 진압 역이 되었다.
1982년 존 홉필드에 의해 홉필드 네트워크가 발표되어, 제2차 신경 네트워크 붐의 주동자가 되었다.
1986년 데이비드 러멜하트와 제임스 매클레런드 등에 의해 정리된 병렬 분산 처리 모델은 역전파를 도입, 한때 민스키들에게 지적된 단층 퍼셉트론이 선형 분리 불가능한 패턴을 인식하지 못한다는 단점을 극복하는 방법을 제시함으로써 그 붐에 큰 역할을 했다.
그리고 1980년대 인공 지능 연구 분야에서 연결주의 방법을 채택하는 연구자의 비율이 급속히 증가해 이른바 붐이라고도 말할 수 있는 상황도 일어났다.
그 후, 인공 신경망 기술도 발전하고 보급 해오고 있다. 더 이상 연구실 안만의 것은 아니다.
또한 "연결주의"라는 호칭은 자극과 반응의 연결에 의해 학습을 설명하는 심리학자 에드워드 손다이크의 이론적 입장을 가리키는 데 사용된 것이 그 선구이다.

## 참고 문헌
1. ↑  https://plato.stanford.edu/entries/connectionism/
2. ↑   보관됨 2004-09-17 - 웨이백 머신 Siemens, G, (2004), Connectivism, A Learning Theory for the Digital Age,
3. ↑  
Minsky, M. and S. Papert., Perceptrons; an introduction to computational geometry, MIT Press, 1969（＝中野馨, 阪口豊訳『パーセプトロン』改訂版, パーソナルメディア, 1993）
4. ↑  
Hopfield, J.J. (1982). “Neural network and physical systems with emergent collective computational abilities”. 《Proceedings of the National Academy of Sciences of the United States of America》 79 (8): 2554–8. PMID 6953413.
5. ↑  James L. McClelland, David E. Rumelhart, the PDP Research Group., Parallel Distributed Processing. MIT Press, 1986. （甘利俊一 他訳『PDPモデル』産業図書, 1988. ）

## 같이 보기
- 연합주의
- 인공 지능
- 행동주의
- 치명적 간섭
- 사이버네틱스
- 철저 유물론
- 특징 통합론
- 기계 학습
- 판데모니움 건축
- 자기조직화 지도
- ACT-R 모델